# Messier 32
M32 (ook Messier 32 of NGC 221) is een compact elliptisch sterrenstelsel en satelliet van het sterrenstelsel Andromeda (M31).

## Algemene informatie

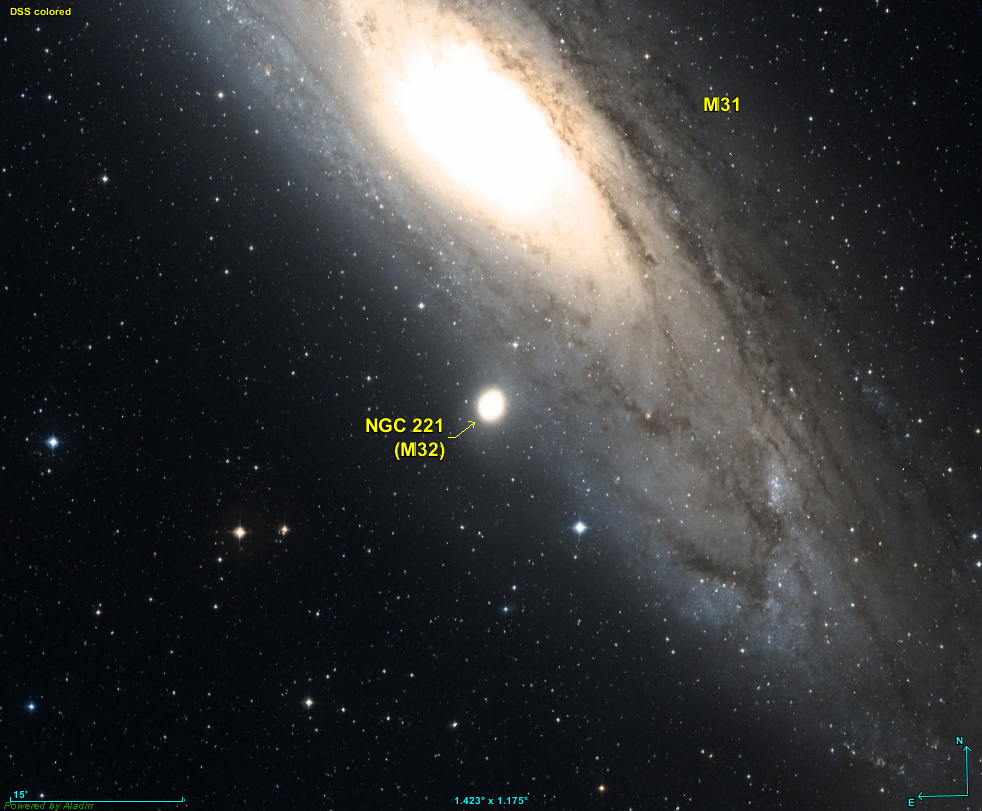
M31 en M32

M32 maakt deel uit van de Lokale Groep van sterrenstelsels. Het heeft een baan om M31 en bevindt zich – voor een aardse waarnemer – voor een van de armen hiervan.
De buitenste sterren van M32 zijn duidelijk door de aantrekking van zijn buur weggezogen, en slechts de sterren het dichtst bij de kern van het stelsel zijn nog over. Deze kern heeft een massa van ongeveer 108 keer die van onze zon en een dichtheid van ongeveer 5000 sterren per kubieke parsec die om een extreem massief centraal object draaien. Deze getallen zijn vergelijkbaar met de gegevens van de kern van M31.

## Geschiedenis
M32 is ontdekt op 29 oktober 1749 door de astronoom Guillaume Le Gentil. Het is geobserveerd door Charles Messier in 1757 en gecatalogiseerd op 3 augustus 1764 onder de huidige naam.